# Тематин
Темати́н (словац. Tematín) — замок в западной Словакии, находящийся на высоте 564 метра над уровнем моря в районе горного массива Поважски-Иновец в Фатранско-Татранской области.

## История

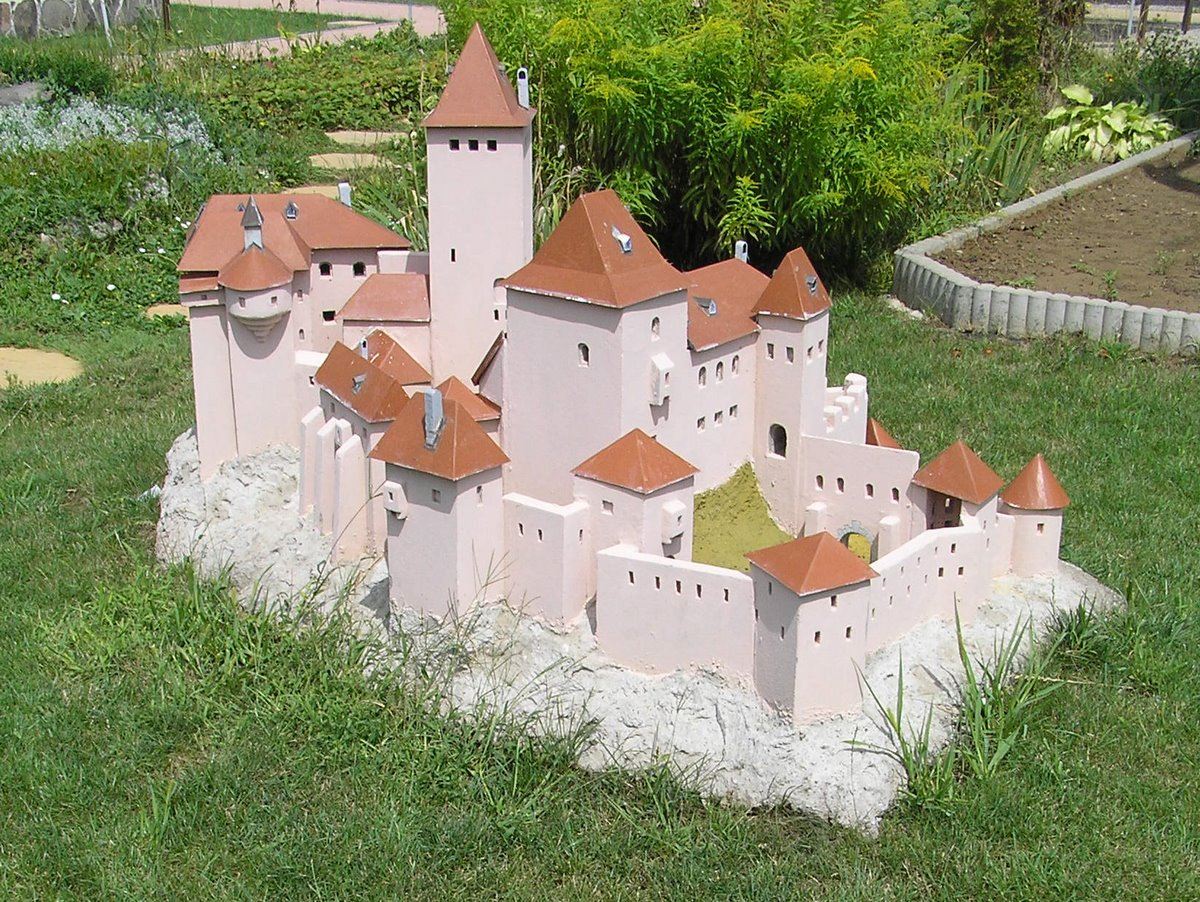
Модель замка в 1700 году.

Замок построен во второй половине XIII века на территории, входившей в то время в состав Венгерского королевства.
Замок был полностью перестроен владельцами, семьёй Турзо, одним из самых влиятельных родов Венгрии, владевших им с 1524 года. Последним владельцем был Миклош Берчени, один из лидеров антигабсбургской национально-освободительной войны венгерского народа 1703—1711 годов под руководством Ференца II Ракоци.
Замок был превращен в руины имперскими войсками после осады в 1710 году в ходе подавления восстания.